# میگل آنخل گوئررو
میگل آنخل گوئررو (انگلیسی: Miguel Ángel Guerrero؛ زادهٔ ۱۲ ژوئیهٔ ۱۹۹۰) بازیکن فوتبال اهل اسپانیا است.
از باشگاه‌هایی که در آن بازی کرده و می‌توان به باشگاه فوتبال لگانس، باشگاه فوتبال اسپورتینگ خیخون، باشگاه فوتبال آلباسته بالومپیه، و باشگاه فوتبال رئال مادرید نیز اشاره کرد.